# Choi Ye-na
Đây là một tên người Triều Tiên, họ là Choi.
Choi Ye-na (Hangul: 최예나, Hanja: 崔叡娜, Hán-Việt: Thôi Duệ Na, sinh ngày 29 tháng 9 năm 1999) là một nữ ca sĩ, rapper, vũ công kiêm diễn viên người Hàn Quốc. Năm 2018, cô ra mắt và là một thành viên của nhóm nhạc nữ IZ*ONE sau khi đứng thứ tư trong chương trình truyền hình thực tế sống còn Produce 48 của Mnet. Sau khi IZ*ONE tan rã vào ngày 21 tháng 4 năm 2021, cô đã ra mắt với tư cách là ca sĩ solo dưới sự quản lí của công ty Yuehua Entertainment, thông qua việc ra mắt mini-album đầu tay mang tên Smiley vào năm 2022.

## Tiểu sử
Yena sinh ngày 29 tháng 9 năm 1999 ở Daejeon, Hàn Quốc. Năm 2018, cô tham gia vào chương trình sống còn của đài Mnet, Produce 48 và đạt hạng 4 chung cuộc, debut với tư cách thành viên nhóm nhạc nữ IZ*ONE. Trong nhóm, cô giữ vai trò rap chính, hát dẫn và nhảy dẫn. Cô cũng là em gái của ca sĩ, diễn viên Choi Sung-min (cựu thành viên nhóm nhạc SPEED). Từ nhỏ, cô được được chẩn đoán mắc bệnh Lymphoma (một dạng ung thư máu). Nhưng cô đã được chữa trị thành công và loại bỏ hoàn toàn mầm bệnh .

## Sự nghiệp

### Trước khi ra mắt
Yena từng là thực tập sinh của công ty Polaris Entertainment trước khi chuyển sang Yuehua Entertainment. Cô từng xuất hiện trong chương trình nấu ăn "Cooking Class" của đài truyền hình SBS tại Hàn Quốc.

### 2018-2019: Produce 48, IZ*ONE và hoạt động solo
Từ ngày 15 tháng 6 đến ngày 31 tháng 8 năm 2018, Yena đại diện công ty Yuehua Entertainment tham gia chương trình truyền hình thực tế sống còn "Produce 48" và cuối cùng đứng hạng 4 và được ra mắt với tư cách là một thành viên của nhóm nhạc IZ*ONE. EP (mini album) đầu tiên của nhóm mang tên "COLOR*IZ" được phát hành vào ngày 29 tháng 10 năm 2018 với bài chủ đề là "La Vie en Rose".
Một điểm thú vị là mặc dù được ra mắt với vai trò rapper chính của nhóm nhưng trong suốt chương trình Produce 48, Yena chưa từng thể hiện khả năng rap của mình. Nên khi ra mắt, người hâm mộ cũng đặt không ít nghi vấn liệu cô có thể rap được không. Nhưng thật bất ngờ Yena lại sở hữu kĩ năng rap ngoài sức mong đợi và là một trong số ít thành viên của nhóm toàn diện về cả 3 mảng vocal, dance, rap.
Sau khi ra mắt cùng nhóm IZ*ONE, Choi Ye-na tham gia vào chương trình "Nhà tù thần tượng" (Prison Life of Fools) cùng với JB (GOT7), Jang Doyeon, Jeong Hyeongdon,...

### 2021-2022: Debut solo với album đầu taySmiley
Sau khi Iz*One tan rã vào ngày 29 tháng 4 năm 2021, Yena đang chuẩn bị cho màn debut solo ở nửa cuối năm 2021. Nhưng vào gần cuối năm 2021, Yena phải hoãn debut đến đầu năm 2022 vì vướng lịch comeback của Everglow vào đầu tháng 12 năm 2021.
Vào ngày 17 tháng 1 năm 2022, Yena cuối cùng cũng debut solo với album đầu tay Smiley kết hợp cùng với BIBI. Yena là thành viên thứ năm của Iz*One tái debut sau khi Kwon Eun-bi, Jo Yu-ri, Yujin và Wonyoung, là thành viên cùng nhóm cũ debut.
Ngày 10 tháng 2 năm 2022, 24 ngày sau khi ra mắt, Yena giành được chiến thắng đầu tiên trên chương trình âm nhạc M Countdown của M net.
Ngày 3 tháng 8 năm 2022 cô trở lại với Ca khúc chủ đề "Smartphone" là sự kết hợp hoàn hảo giữa nhịp trống tràn đầy năng lượng và âm bass điện tử. Đặc biệt, đoạn điệp khúc bùng nổ hòa cùng giọng hát đầy năng lượng của Yena được kỳ vọng sẽ mang đến cho người nghe 1 mùa hè sôi động.

## Danh sách đĩa nhạc

### Mini-album
| Tên        | Thông tin chi tiết                                                                                                  | Thứ hạng cao nhất | Doanh số       |
| Tên        | Thông tin chi tiết                                                                                                  | HQ                | Doanh số       |
| ---------- | --- | ----------------- | -------------- |
| Smiley     | - Ngày phát hành: 17 tháng 1 năm 2022 - Hãng đĩa: Yuehua Entertainment - Định dạng: CD, digital download, streaming | 2                 | - HQ: 113,942  |
| Smartphone | - Ngày phát hành: 3 tháng 8 năm 2022 - Hãng đĩa: Yuehua Entertainment - Định dạng: CD, digital download, streaming  | 3                 | - KOR: 134,627 |

### Đĩa đơn
| Tên                       | Năm  | Thứ hạng cao nhất | Thứ hạng cao nhất | Album  |
| Tên                       | Năm  | HQ Gaon           | HQ Hot            | Album  |
| ------------------------- | ---- | ----------------- | ----------------- | ------ |
| "Smiley" (featuring Bibi) | 2022 | 8                 | 9                 | Smiley |

## Chương trình truyền hình
| Năm  | Tựa đề               | Kênh | Vai trò          | Ghi chú                 |
| ---- | -------------------- | ---- | ---------------- | ----------------------- |
| 2017 | Cooking Class        | SBS  | Chủ trì          |                         |
| 2018 | Produce 48           | Mnet | Thí sinh         | Xếp thứ 4/12 chung cuộc |
| 2019 | Prison Life of Fools | tvN  | Thành viên chính |                         |

## Giải thưởng và đề cử

### Chương trình âm nhạc

#### M Countdown
| Năm  | Ngày       | Bài hát  | Điểm |
| ---- | ---------- | -------- | ---- |
| 2022 | 10 tháng 2 | "Smiley" | 8097 |